# Veltšmerc
Veltšmerc (njem.  — „svjetska bol”) popularan je izraz koji je prvi uveo njemački pisac Žan Pol, a dovodi se u vezu sa romantičarima sa kraja 18. i početka 19. vijeka.
Postao je opšteprihvaćen i od strane tzv. „laičke mase“. Tim imenom pokušao se objasniti i opisati kolektivni osjećaj žalosti i bespomoćnosti koji je u to vrijeme zahvatio hiljade mladih ljudi, pretežno umjetnika i intelektualaca. Riječ je o sentimentalnom i bolećivom osjećanju cijele jedne generacije, a što je bila njihova reakcija (i izraz bespomoćnosti) pred zlom, nepravdom i besmislenošću koji su, kako im se činilo, obilježavali svijet u kojem žive. Mladi ljudi, najčešće pod uticajem poezije, snažno su podlijegali „svjetskom bolu“, i nerijetko su bježali od njega samoubistvom.